# فالکنر (کانزاس)
فالکنر (به انگلیسی: Faulkner) یک منطقهٔ مسکونی در ایالات متحده آمریکا است که در کانزاس واقع شده‌است. فالکنر ۲۵۱ متر بالاتر از سطح دریا قرار دارد.